# بلمدیک (پوزانتی)
بلمدیک (به ترکی استانبولی: Belemedik) یک منطقهٔ مسکونی در ترکیه است که در پوزانتی واقع شده‌است. بلمدیک ۶۵ نفر جمعیت دارد و ۷۰۰ متر بالاتر از سطح دریا واقع شده‌است.